# Albana m-griseum
Albana m-griseum är en skalbaggsart som beskrevs av Étienne Mulsant 1846. Albana m-griseum ingår i släktet Albana och familjen långhorningar.
Artens utbredningsområde är Frankrike. Inga underarter finns listade i Catalogue of Life.